# Pellendorf (Herrschaft)
Die Herrschaft Pellendorf war eine Grundherrschaft im Viertel unter dem Manhartsberg im Erzherzogtum Österreich unter der Enns, dem heutigen Niederösterreich.

## Ausdehnung
Die Herrschaft umfasste zuletzt die Ortsobrigkeit über Atzelsdorf, Höbersbrunn und Pellendorf. Der Sitz der Verwaltung befand sich im Schloss Pellendorf.

## Geschichte
Der letzte Inhaber der Familienfideikommissherrschaft war Graf Josef von Khevenhüller zu Metsch, bevor diese mit den Reformen 1848/1849 aufgelöst wurde.